# Kjell Eberhardt
Kjell Eberhardt (* 24. August 1961 in Weimar) ist ein deutscher politischer Beamter und war von 2004 bis 2009 Staatssekretär im Thüringer Kultusministerium.

## Leben
Nach der Schule und einem Vorbereitungslehrgang an der Pädagogischen Hochschule Erfurt/Mühlhausen studierte Eberhardt ebendort von 1979 bis 1983 Physik und Mathematik. Anschließend arbeitete er bis 1991 als Lehrer in Leipzig und Erfurt. 1991 wurde er Referent für Gymnasien und Stellvertretender Leiter des Staatlichen Schulamtes Erfurt, von 2000 bis 2002 war er selbst Leiter dieser Einrichtung. 2002 wechselte er als Abteilungsleiter ins Thüringer Kultusministerium.
Eberhardt ist verheiratet und hat fünf Kinder.

## Staatssekretär
2004 wurde Eberhardt zum Staatssekretär im Thüringer Kultusministerium berufen. Er war dort Amtschef und verantwortete neben der Zentralabteilung die Abteilungen Grundsatzangelegenheiten für Bildung und Schule sowie Allgemeinbildende Schulen, Berufsbildende Schulen. Die anderen Abteilungen des Ministeriums waren dem weiteren Staatssekretär im Kultusministerium Walter Bauer-Wabnegg zugeordnet. Infolge der Thüringer Landtagswahl 2009 wurde Eberhardt in den Ruhestand versetzt, als der SPD-Vorsitzende Christoph Matschie das Kultusministerium übernahm. Sein Nachfolger als Staatssekretär für den Schulbereich wurde Roland Merten.
| Personendaten    | Personendaten                                    |
| ---------------- | ------------------------------------------------ |
| NAME             | Eberhardt, Kjell                                 |
| KURZBESCHREIBUNG | deutscher Politiker, Staatssekretär in Thüringen |
| GEBURTSDATUM     | 24. August 1961                                  |
| GEBURTSORT       | Weimar                                           |